# Roger Birnbaum
Pour les articles homonymes, voir Birnbaum.
Roger Birnbaum, né le 14 novembre 1950 à Teaneck au New Jersey est un producteur américain.
Alumnus de l'Université de Denver de 1968 à 1971. Birnbaum commence sa carrière dans l'industrie musicale comme vice-président chez A&M Records et Arista Records, puis dans l'industrie cinématographique comme président de la Guber-Peters Company, puis responsable de la production à United Artists en 1985-1988 et vice-président de 20th Century Fox. En 1998, Birnbaum cofonde avec Gary Barber la compagnie Spyglass Entertainment. Dès 2003, le duo est classé par Premiere parmi les 100 personnes qui comptent le plus à Hollywood .
Il est notamment connu pour le film Rain man, Oscar du meilleur film, qu'il a mis en production à UA sous la bannière Guber-Peters Company et la série Rush Hour. 
Il est actuellement avec Gary Barber co-CEO de MGM/UA.

## Filmographie sélective
- 2008 : Love Gourou
- 2008 : Les Ruines
- 2008 : Un éclair de génie
- 2008 : Phénomènes
- 2009 : Star Trek
- 2009 : Invictus
- 2009 : G.I. Joe : Le Réveil du Cobra
- 2010 : The Dinner
- 2010 : American Trip
- 2010 : The Tourist de Florian Henckel von Donnersmarck
- 2014 : RoboCop
- 2016 : Les Sept Mercenaires (The Magnificent Seven) d'Antoine Fuqua
- 2018 : Death Wish d'Eli Roth
- 2019 : Le Coup du siècle (The Hustle) de Chris Addison
- 2024 : Thanksgiving d'Eli Roth
- 2024 : Absolution de Hans Petter Moland

## Récompenses
- 1985 : Primetime Emmy Award pour CBS Schoolbreak Special, partagé avec Henry Winkler et Eda Godel Hallinan ;
- 2007 : Spirit Award pour The Lookout, partagé avec Scott Frank, Gary Barber, Laurence Mark (en) et Walter F. Parkes.